# Ophiogomphus aspersus
Ophiogomphus aspersus là loài chuồn chuồn trong họ Gomphidae. Loài này được Morse mô tả khoa học đầu tiên năm 1895.